# Terence Burns
Terence Burns, baron Burns (né le 13 mars 1944), parfois connu sous le nom de Terry Burns, est un économiste britannique, devenu pair à vie en 1998 pour ses services en tant qu'ancien conseiller économique en chef et secrétaire permanent de Trésor. Il est ensuite conseiller principal de Santander UK président non exécutif de Glas Cymru et administrateur non exécutif de Pearson Group plc. Il est également président de l'Institut national de recherche économique et sociale, président de la Society of Business Economists, ancien président du conseil d'administration de l'Académie royale de musique et ancien président du chœur et de l'orchestre de Monteverdi et est président de la Trust pour les jeunes artistes classiques (YCAT). Le 5 novembre 2009, il est nommé président de Channel Four Television Corporation, succédant à Luke Johnson, qui a pris sa retraite le 27 janvier 2010 après six ans à son poste,.

## Carrière gouvernementale
Sa carrière gouvernementale débute en tant que membre du panel académique du Trésor de 1976 à 1979, puis conseiller économique en chef auprès du Trésor et chef du service économique du gouvernement de 1980 à 1991, et secrétaire permanent du Trésor de 1991 à 1998.
Lord Burns est membre de la Commission de la Hansard Society sur l'examen parlementaire qui se déroule de 1999 à 2001. Il est membre du Scottish Fee Support Review de 1998 à 2000 et président de la commission d'enquête sur la chasse aux chiens en Angleterre et au Pays de Galles en 2000. Il est président de la Commission nationale de la loterie entre 2000 et 2001. En 2003, il est nommé conseiller indépendant du secrétaire d'État pour la BBC Charter Review.

## Carrière dans les affaires
Lord Burns est nommé administrateur non exécutif de Pearson plc en 1999 et administrateur indépendant principal en 2004. Il est également administrateur non exécutif de Legal and General Group plc entre 1999 et 2001, et de The British Land Company plc entre 2000 et 2005. En juillet 2000, il est nommé président non exécutif de Glas Cymru. Il est nommé président d'Abbey National plc en février 2002 et administrateur non exécutif de Banco Santander Central Hispano SA en décembre 2004. Il est président de Marks & Spencer en 2006, après avoir occupé le poste de vice-président depuis 2005. Lord Burns est nommé président de l'Ofcom pour un mandat de quatre ans à compter du 1er janvier 2018.
Lord Burns est président de la Society of Business Economists depuis 1998, auparavant vice-président depuis 1985. Il est président de l'Institut national de recherche économique et sociale depuis 2003, auparavant en tant que gouverneur. Il est également membre de la London Business School et vice-président de la Royal Economic Society.
Lord Burns est nommé président du chœur et de l'orchestre de Monteverdi en 2001 après avoir été administrateur depuis 1998 et nommé président du conseil d'administration de la Royal Academy of Musique en 2002 après avoir été gouverneur depuis 1998.
Il est directeur non exécutif du Queens Park Rangers FC entre 1996 et 2001. En 2004, il est nommé président de la FA Structural Review par la Football Association et remet son rapport final le 12 août 2005.

## Vie privée
Fils de Patrick Owen Burns, mineur de charbon, et de Doris Burns, il est né et grandit dans le village de Hetton-le-Hole dans le comté de Durham, et fait ses études à la Houghton-le-Spring Grammar school et à l'Université de Manchester, où il obtient un baccalauréat ès arts en économie en 1965. Il est marié à Anne Elizabeth Powell depuis 1969. Ils ont un fils et deux filles.
Il est fait chevalier dans les honneurs d'anniversaire de 1983, et nommé Chevalier Grand-Croix de l'Ordre du Bain (GCB) dans les honneurs d'anniversaire de 1995. Dans les honneurs d'anniversaire de 1998, il est élevé à la pairie en tant que baron Burns, de Pitshanger dans le Borough londonien d'Ealing. Il siège en tant que crossbencher.

## Travaux
- Britton, A., Randolph Quirk, Terence Burns, Peter Mathias, John Mason, L'interprétation et l'utilisation des prévisions économiques: discussion, actes de la Royal Society of London. Série A, Sciences mathématiques et physiques, volume 407, numéro 1832, (1986), 1986RSPSA.407..123B
- La stratégie financière du gouvernement britannique (1988)